# NGC 7350
NGC 7350 – prawdopodobnie gwiazda podwójna znajdująca się w gwiazdozbiorze Pegaza. Poszczególne gwiazdy mają jasności obserwowane około 12 i 16m. Zaobserwował ją Albert Marth 7 sierpnia 1864 roku i skatalogował jako obiekt typu „mgławicowego”. Identyfikacja obiektu NGC 7350 nie jest pewna, gdyż w podanej przez Martha pozycji nie ma żadnego obiektu, który mógłby mu przypominać mgławicę (ten sam problem dotyczy zaobserwowanego tej samej nocy NGC 7353).